# بآينير لوشون
بآينير دو لوشون، (بالفرنسية: Bagnères-de-Luchon)‏، (تنطق: baɲɛʁ də lyʃɔ̃)، (الأوكيتانية: Banhèras de Luishon)، هي بلدية فرنسية ومنتجع صحي في إقليم غارون العليا التابع لمنطقة أوسيتاني بجنوب غرب فرنسا.

## توأمة
لبآينير لوشون اتفاقيات توأمة مع كل من:
- Borough of Harrogate [الإنجليزية]‏
- سيدجيس